# Max von Behr
Carl Helmuth Max von Behr (Reddenau, 10 januari 1879 - Lindau, 27 december 1951) was een Duitse officier en SS-Gruppenführer (generaal-majoor) en Generalleutnant in de Waffen-SS tijdens de Tweede Wereldoorlog. Hij was de plaatsvervanger rijksleider en stafleider van de NS-Reichskriegerbund (vrije vertaling: Nationaalsocialistische-Rijksveteranenbond).

## Leven
Op 10 januari 1879 werd Max von Behr in Reddenau geboren. Hij was de zoon van de pastoor Ernst Heinrich von Behr (Dönhofstädt, 2 februari 1848 - Köningsberg, 27 januari 1926) en zijn vrouw Alice Jane (Posen, 4 december 1850 - Köningsberg, 23 december 1925). Zijn familie kon hun afkomst in Nedersaksen terugvoeren tot het jaar 1118. Max stamde af van het adellijk oeradel geslacht Behr.
Max von Behr ging naar het gymnasium in Köningsberg, en behaalde zijn Abitur. En volgde een carrière als beroepssoldaat en hij meldde zich aan in het Pruisische leger. Hij werd als Fahnenjunker (aspirant-officier) in het Leib-Grenadier-Regiment „König Friedrich Wilhelm III." (1. Brandenburgisches) Nr. 8 ingezet waar hij gestationeerd in Frankfurt (Oder) was. Von Behr diende als bataljons- en regimentsadjudant in de staf van het Leib-Grenadier-Regiment „König Friedrich Wilhelm III." (1. Brandenburgisches) Nr. 8. Op 1 april 1911 werd hij naar de Generale staf van het Deutsches Heer gecommandeerd. 
Op 26 januari 1907 trouwde von Behr met Margarethe Mahla (geboren 10 november 1885 te Gablonz). Het echtpaar kreeg een dochter (geboren 30 mei 1918 - 27 oktober 1936) en een zoon (geboren 11 december 1907). Hun zoon was een SS-Hauptsturmführer (kapitein) in het SS-Hauptamt.

### Eerste Wereldoorlog
Tijdens de Eerste Wereldoorlog diende von Behr in verschillende staven. Van 20 augustus 1916 tot 9 oktober 1916 was von Behr ziek en had in staatsdienst opgelopen letsel ("Dienstbeschädigung"). In oktober 1916 werd hij geplaatst als Generale Stafofficier in de 105e Infanteriedivisie. Aansluitend volgde zijn plaatsing in de economische staf van het militaire bestuur in Roemenië. Von Behr werd aan het einde van de Eerste Wereldoorlog nog met de waarneming van de functie belast van stafchef van de economische staf.
Op 14 maart 1919 ging von Behr op eigen verzoek met wettelijk pensioen als Major. 

### Interbellum
Van 1920 tot 1927 werkte hij als koopman in Partenkirchen. In 1929 was von Behr als bedrijfsleider voor de Oost-Pruisische buitenlandse handelsmaatschappij werkzaam, en daarna woonachtig in Partenkirchen en daarna in Berlijn.
Op 1 november 1933 werd von Behr lid van de Sturmabteilung (SA) en werd geplaatst in het SA-Reserve II tot de opheffing van het onderdeel in 31 december 1935. In januari 1934 volgde zijn benoeming tot stafleider en 1e plaatsvervanger van Wilhelm Reinhard de rijksleider van de Nationaalsocialistische-Rijksveteranenbond. Van 15 mei 1934 was von Behr met de waarneming van de functie belast van stafleider van de Oberstlandesführer in de SA-Reserve II. Op 30 januari 1936 werd von Behr lid van de Schutzstaffel (SS) en werd ingeschaald als SS-Obersturmbannführer (luitenant-kolonel). Hij werd als SS-leider in de staf van het SS-Hauptamt geplaatst. Van april 1937 behoorde von Behr ook tot de Persönlicher Stab Reichsführer-SS tot het einde van de Tweede Wereldoorlog. Op 1 mei 1937 werd hij ook lid van de NSDAP. Von Behr was ook lid van de Lebensborn vereniging. Tegelijkertijd verliet hij het congregatie vanwege zijn dubbele lidmaatschap van de NSDAP en de Orde van Sint-Jan.  
Hij stelde zich zonder succes beschikbaar als kandidaat voor de Rijksdag in april 1938.

### Tweede Wereldoorlog
In 1941 volgde zijn overgang naar de Waffen-SS en hij als garnizoenscommandant van Wenen ingezet. Von Behr volgde hiermee Walter Neblich als garnizoenscommandant op. Op 1 maart 1943 werd hij overgeplaatst naar het garnizoen van de rijkshoofdstad Berlijn, hij diende in deze functie tot het einde van de oorlog.

## Na de oorlog
Over het verdere verloop van zijn leven is niets bekend. Op 27 december 1951 stierf von Behr in Lindau.

## Carrière
Von Behr bekleedde verschillende rangen in zowel de Allgemeine-SS als Waffen-SS. De volgende tabel laat zien dat de bevorderingen niet synchroon liepen.
| Datums                                       | Pruisische leger                 | Sturmabteilung | NSRKB       | Allgemeine-SS          | Waffen-SS                     |
| -------------------------------------------- | -------------------------------- | -------------- | ----------- | ---------------------- | ----------------------------- |
| 1 maart 1898                                 | Fahnenjunker (aspirant-officier) | —              | —           | —                      | —                             |
| 18 augustus 1899                             | Sekondeleutnant                  | —              | —           | —                      | —                             |
| 17 september 1909                            | Oberleutnant                     | —              | —           | —                      | —                             |
| 22 maart 1913                                | Hauptmann i.G.                   | —              | —           | —                      | —                             |
| 16 september 1917                            | Major i.G.                       | —              | —           | —                      | —                             |
| 1 november 1933                              | —                                | Stabsführer    | —           | —                      | —                             |
| Januari 1934                                 | —                                | —              | Stabsführer | —                      | —                             |
| 30 januari 1936                              | —                                | —              | —           | SS-Obersturmbannführer | —                             |
| 22 april 1936 (met ingang van 20 april 1936) | —                                | —              | —           | SS-Standartenführer    | —                             |
| 20 april 1937                                | —                                | —              | —           | SS-Oberführer          | —                             |
| 30 januari 1938                              | —                                | —              | —           | SS-Brigadeführer       | —                             |
| 1 augustus 1941                              | —                                | —              | —           | —                      | Generalmajor der Waffen-SS    |
| 30 januari 1944                              | —                                | —              | —           | SS-Gruppenführer       | Generalleutnant der Waffen-SS |

- i.G. = stafofficier in de Generale Staf

## Lidmaatschapsnummers
- NSDAP-nr.: 5849115 (lid geworden 1 mei 1937[2])
- SS-nr.: 276063 (lid geworden 30 januari 1936[4])

## Onderscheidingen
Selectie:
- Kroonorde, 4e Klasse[14][6][2]
- Ridderkruis in de Orde van de Griffioen[14][2]
- IJzeren Kruis 1914, 1e Klasse (2 maart 1915[6][10]) en 2e Klasse (14 september 1914[6][10])
- Frans Jozef-orde, 3e Klasse op 26 maart 1918[1][4][2]
- Orde van Sint-Tamara op 22 september 1918[1][4][2]
- Grootofficier in de Orde van de Italiaanse Kroon[2][1][4]
- Orde van Sint-Jan
  - Ridder van Eer[1] op 16 februari[15] 1914
  - Ridder van Justitie in 1926